# Zhelestidae
De Zhelestidae zijn een familie van uitgestorven zoogdieren uit de Eutheria. De dieren uit deze familie leefden tijdens het Krijt in Noord-Amerika, Afrika, Azië en Europa (Turonien tot Maastrichtien) en waren een uiterst succesvolle groep. Ze waren gespecialiseerd in een herbivore levensstijl en werden aanvankelijk beschouwd als stam-ungulaten, maar de aanwezigheid van epipubische en archaïsche gebitskenmerken classificeren hen als niet-placentale eutheriërs.

## Verwantschap
De Zhelestidae bevindt zich aan de basis van de placentadieren, na eerder als basale Laurasiatheria te zijn beschouwd. Als mogelijke Laurasiatheria werd de Zhelestidae aangedragen als ondersteuning voor het moleculaire bewijs van splitsing in het Krijt binnen de Boreoeutheria in de Laurasiatheria en de Euarchontoglires. Vondsten uit Centraal-Azië van de Zhelestidae van ongeveer 85 miljoen jaar oud vallen binnen de veronderstelde periode van deze splitsing.

## Beschrijving
De zoogdieren uit de Zhelestidae waren spitsmuisachtige insectivoren. Het waren kleine dieren met schedels van mogelijk 10 tot 30 mm lang en bekend van tanden, kaken en beenderen van de oorregio.

## Voorkomen
De oudste soorten zijn bekend uit Oezbekistan en leefden 85 tot 90 miljoen jaar geleden. Zhelestes, de naamgever van de familie, behoort tot de vroege vormen. Later leefden ook soorten in Noord-Amerika en Europa. Alostera en Paranyctoides zijn bekend van fossielen uit het Maastrichtien van het voormalige Noord-Amerikaanse subcontinent Laramidia. Paranyctoides werd eerder bij de Nyctitheriidae ingedeeld, een groep van spitsmuisachtige insectivoren uit het Paleogeen die mogelijk tot de Eulipotyphla behoort.

## Ecologie
Zhelestiden waren zeer gespecialiseerde herbivoren, aangezien hun tanden geschikt waren als lateraal kauwmechanisme dat lijkt op dat van de huidige hoefdieren. Een uitzondering hierop vormen Oxlestes en Khuduklestes, die normaal gesproken worden beschouwd als carnivoor, en mogelijk enkele vormen zoals Borisodon die insectivoor kunnen zijn geweest. Variërend van vormen ter grootte van muizen tot vormen die qua grootte vergelijkbaar zijn met kleine hoefdieren, bezetten de zhelestiden een enorme verscheidenheid aan ecologische groepen.
In tegenstelling tot hun uiteenlopende eetpatroon, wijzen de weinige beschikbare overblijfselen van ledematen erop dat ze niet erg gespecialiseerd waren in voortbeweging, in tegenstelling tot sommige andere basale eutheriërs zoals Zalambdalestes, die lange ledematen had en verschillende aanpassingen voor kruip- en springgedrag.
Er zijn aanwijzingen dat zhelestiden in directe relatie stonden tot een andere groep plantenetende zoogdieren uit het Mesozoïcum, de multituberculaten, die schaarser waren op plaatsen waar deze het meest voorkwamen en omgekeerd. Maar de multituberculaten overleefden uiteindelijk de zhelestiden en overleefden overal de K-Pg uitsterving, behalve in Azië, waar de niches die door beide groepen in het Krijt werden bezet, zouden worden ingenomen door vroege knaagdieren.